# Humphry Osmond
Humphry Fortescue Osmond (1º luglio 1917 – 6 febbraio 2004) è stato uno psichiatra inglese espatriato in Canada, poi trasferitosi per lavorare negli Stati Uniti.
È noto per aver inventato la parola psichedelico e per la sua ricerca sull'utilizzo di sostanze psichedeliche, prevalentemente nell'utilizzo della LSD e della mescalina. Osmond ha inoltre esplorato alcuni aspetti della psicologia sociale, in modo particolare come gli istituti mentali hanno influenzato il benessere o il recupero della persona.

## Biografia

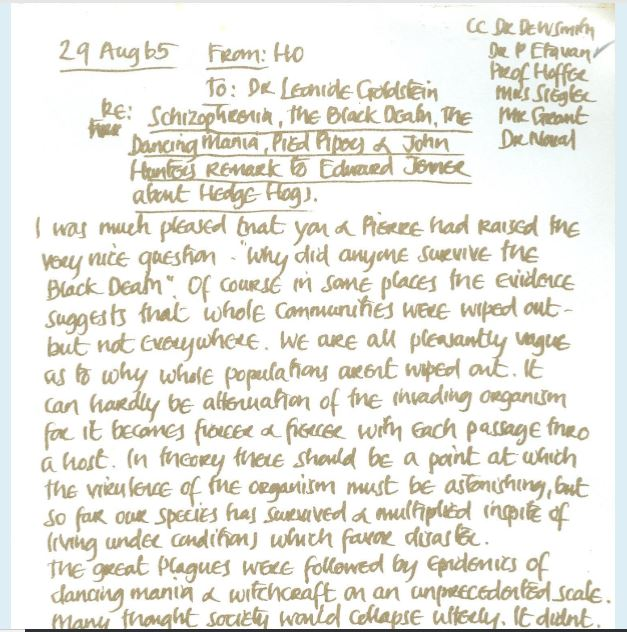
Lettera di Humphry Osmond, direttore del New Jersey Neuropsychiatric Institute (NJNPI), datata 29 agosto 1965

Osmond nacque nel Surrey, una contea dell'Inghilterra sud-orientale, e studiò ad Haileybury. Da giovane, ha lavorato per un architetto e ha frequentato la Guy's Hospital Medical School al King's College di Londra. Durante la seconda guerra mondiale fu un ufficiale medico della Marina e si specializzò per diventare uno psichiatra.
Nel 1953 Osmond somministrò ad Aldous Huxley varie dosi di mescalina, dopodiché Huxley descrisse la sua esperienza nel saggio Le porte della percezione (The doors of perception). Osmond introdusse il termine psichedelico in una riunione del 1957 dell'Accademia delle scienze di New York , affermando che la parola significava "ciò che manifesta l'anima".